# Unterseeboot U-75 (1915)
Pour les autres navires du même nom, voir Unterseeboot 75.
L'Unterseeboot U-75 est l’un des 329 sous-marins de la Kaiserliche Marine pendant la Première Guerre mondiale. L'U-75 a été engagé dans la guerre navale et a pris part à la première bataille de l'Atlantique. Lors de sa première mission, l'U-75 posa la mine qui coula le croiseur HMS Hampshire lors de son voyage vers la Russie, avec à son bord le secrétaire d’État à la Guerre britannique, Lord Kitchener. Le croiseur a coulé à 59° 07′ N, 3° 24′ O à l’ouest des îles Orcades, avec la perte de presque toutes les vies humaines, dans un coup de vent de force 9.

## Conception
Les sous-marins de type UE I ont été précédés par les sous-marins de type U-66, plus longs. L'U-75 avait un déplacement de 755 tonnes en surface et de 832 tonnes en immersion. Il avait une longueur de 56,80 m et 46,66 m pour sa coque pressurisée, une largeur de 5,90 m, une hauteur de 8,25 m et un tirant d'eau de 4,86 m. Le sous-marin était propulsé par deux moteurs de 900 ch (660 kW) en surface, et deux moteurs de 800 chevaux (590 kW) en immersion. Il avait deux arbres d'hélice. Il était capable d’opérer à des profondeurs allant jusqu’à 50 mètres.
Le sous-marin avait une vitesse maximale de 9,9 nœuds (18,3 km/h) en surface et de 7,9 nœuds (14,6 km/h) en immersion. Il pouvait parcourir 7880 milles marins (14590 km) à 7 nœuds (13 km/h) en surface et 83 milles marins (154 km) à 4 nœuds (7,4 km/h) en immersion. L'U-75 était équipé de deux tubes lance-torpilles de 50 centimètres (un à l’avant tribord et un à l’arrière tribord), de quatre torpilles et d’un canon de pont de 8,8 centimètres. Il avait un équipage de trente-deux personnes, vingt-huit hommes et quatre officiers.

## Affectations
- Flottille I : du 29 juin 1916 au 13 décembre 1917.

## Commandants
- Kapitänleutnant Curt Beitzen[3] : du 26 mars 1916 au 1er mai 1917
- Kptlt. Fritz Schmolling [4] : du 2 mai au 13 décembre 1917

## Navires coulés
| Date              | Nom               | Nationalité            | Tonnage | Destin.           |
| ----------------- | ----------------- | ---------------------- | ------- | ----------------- |
| 5 juin 1916       | HMS Hampshire     | Royal Navy             | 10850   | Coulé             |
| 22 juin 1916      | HMD Laurel Crown  | Royal Navy             | 81      | Coulé             |
| 7 août 1916       | HMT John High     | Royal Navy             | 228     | Coulé             |
| 12 août 1916      | Kovda             | Marine impériale russe | 1125    | Coulé             |
| 20 septembre 1916 | Etton             | United Kingdom         | 2831    | Coulé             |
| 16 novembre 1916  | Fenja             | Danemark               | 433     | Coulé             |
| 22 novembre 1916  | Reserv            | Suède                  | 1700    | Captured as prize |
| 23 novembre 1916  | Arthur            | Suède                  | 1435    | Coulé             |
| 9 avril 1917      | Ganslei           | Marine impériale russe | 1273    | Coulé             |
| 15 avril 1917     | HMT Arctic Prince | Royal Navy             | 194     | Endommagé         |
| 10 août 1917      | Solglimt          | Norvège                | 1037    | Coulé             |
| 16 août 1917      | Palatine          | United Kingdom         | 2110    | Coulé             |
| 3 septembre 1917  | Treverbyn         | United Kingdom         | 4163    | Coulé             |
| 22 novembre 1917  | King Idwal        | United Kingdom         | 3631    | Coulé             |
| 10 décembre 1917  | Aureole           | United Kingdom         | 3998    | Endommagé         |
| 2 septembre 1918  | Ariadne Christine | United Kingdom         | 3550    | Endommagé         |